# Alcalalí
Alcalalí (auch: Alcanalí) ist eine spanische Gemeinde (municipio) in der Provinz Alicante mit einer Bevölkerung von 1.406 Einwohnern (Stand: 2024). Zur Gemeinde gehören neben dem Hauptort Alcalalí die Ortschaften Aldea de las Cuevas, La Solana, La Vereda und Llosa de Camacho.

## Lage
Alcalalí liegt etwa 80 Kilometer nordöstlich von Alicante und etwa 100 Kilometer südsüdöstlich von Valencia in einer Höhe von 225 m im Pop-Tal (Vall de Pop). Das Mittelmeer liegt wenige Kilometer südöstlich des Ortszentrums. 

## Geschichte

### Bevölkerungsentwicklung
| Jahr      | 1970 | 1981 | 1991 | 2001 | 2011 | 2021 |
| Einwohner | 689  | 624  | 827  | 902  | 1334 | 1349 |

## Sehenswürdigkeiten

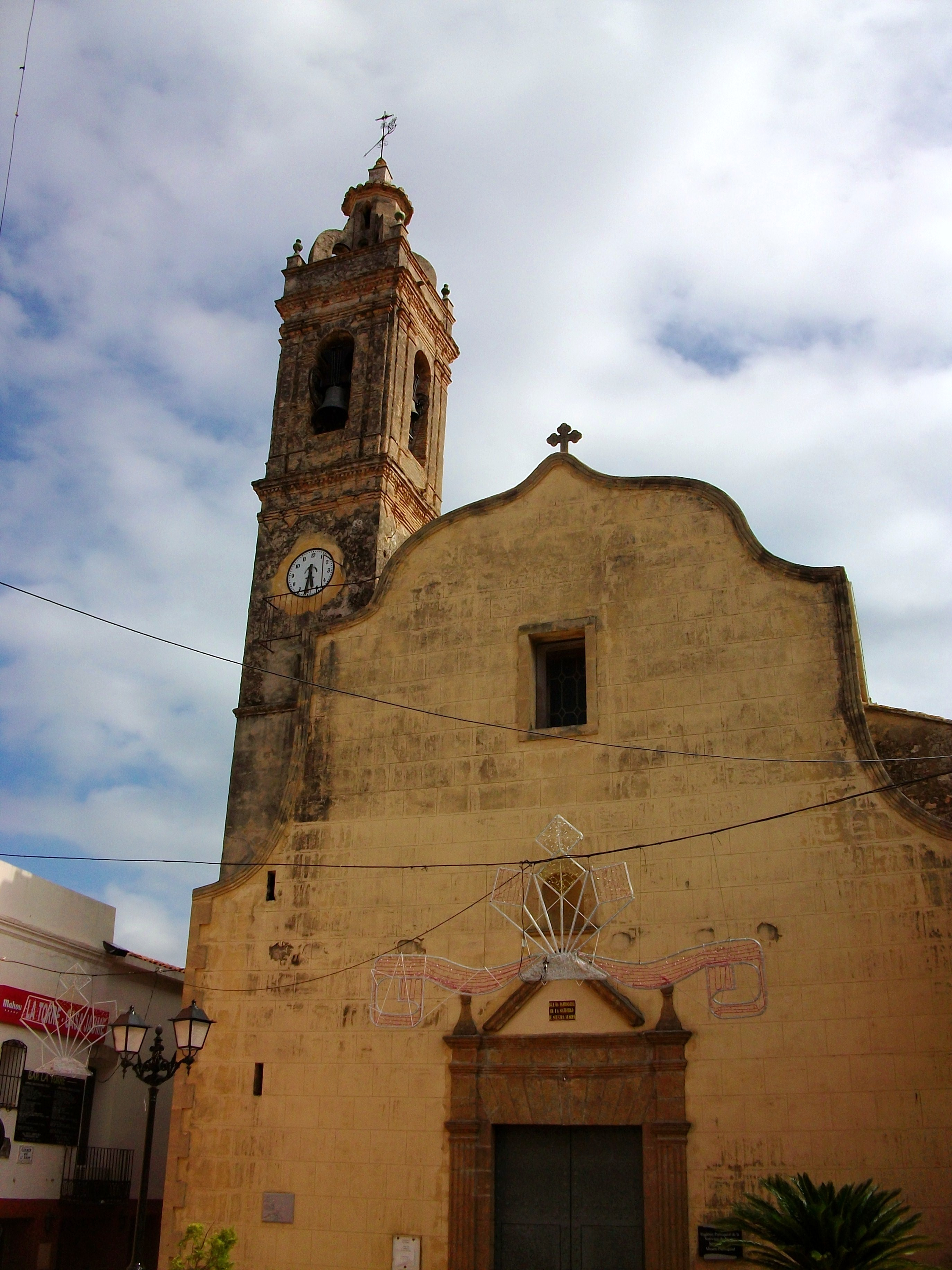
Kirche Mariä Geburt
- Johanniskapelle
- Marienkapelle
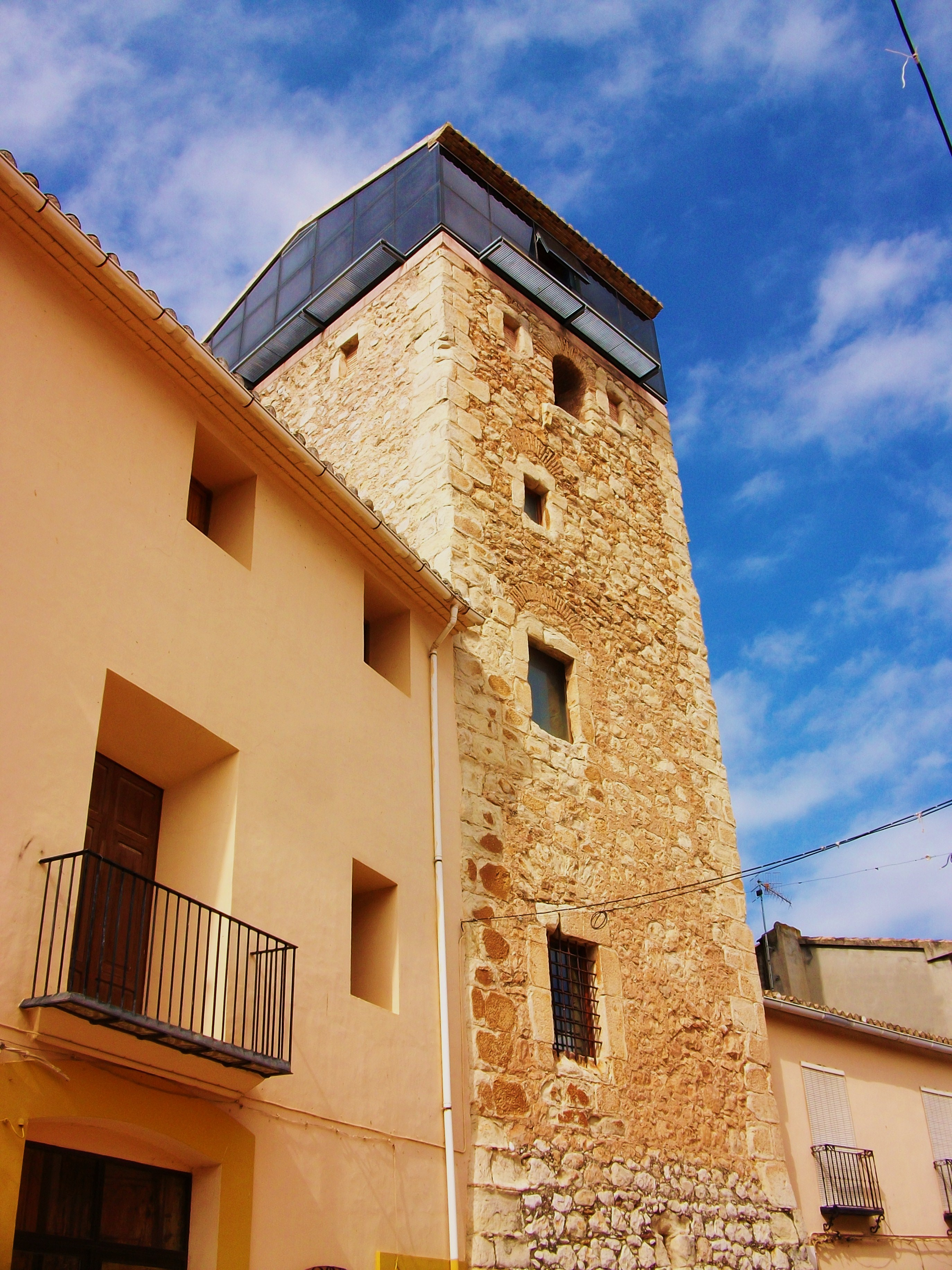
mittelalterlicher Turm
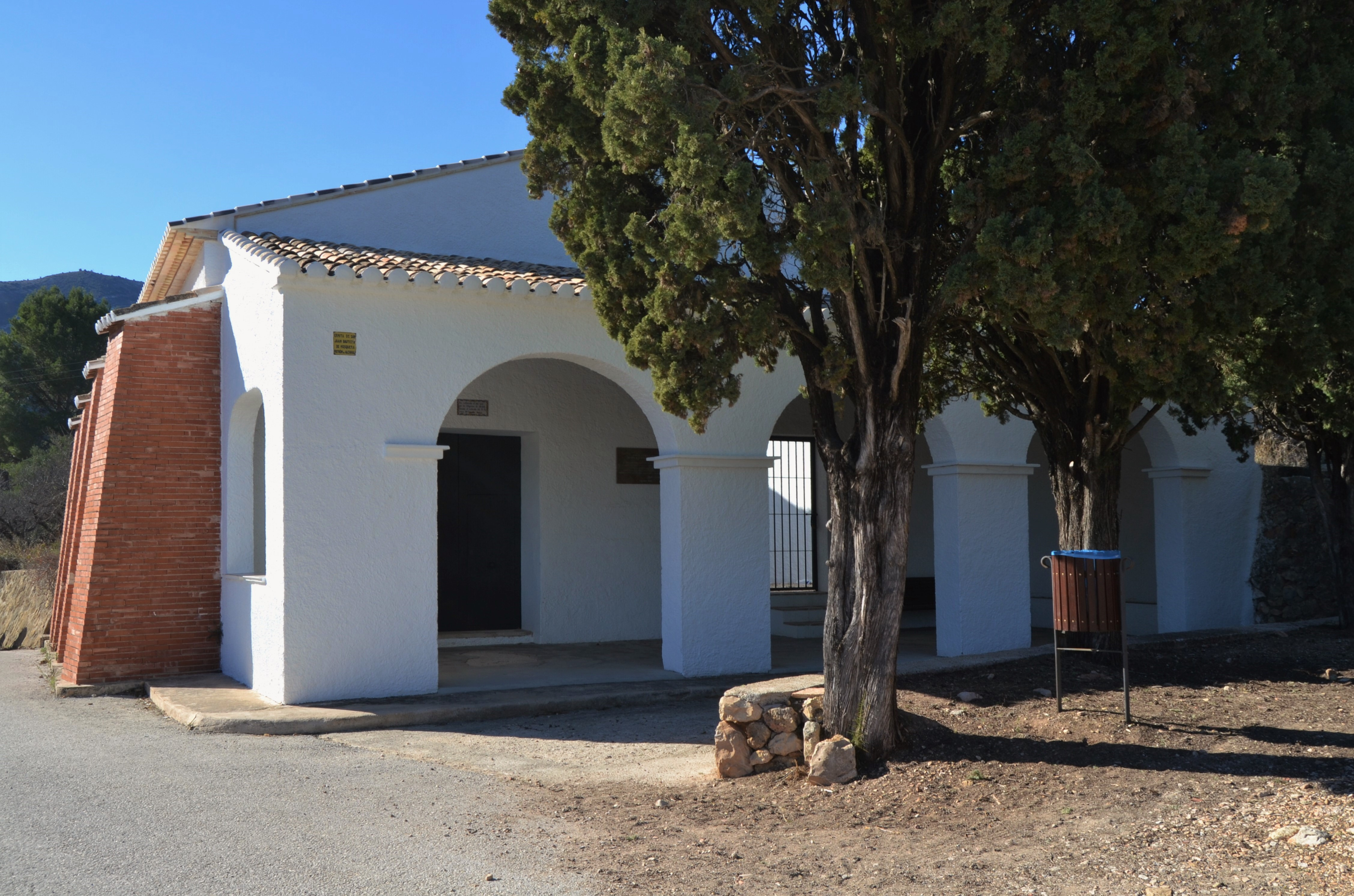
Johanniskapelle
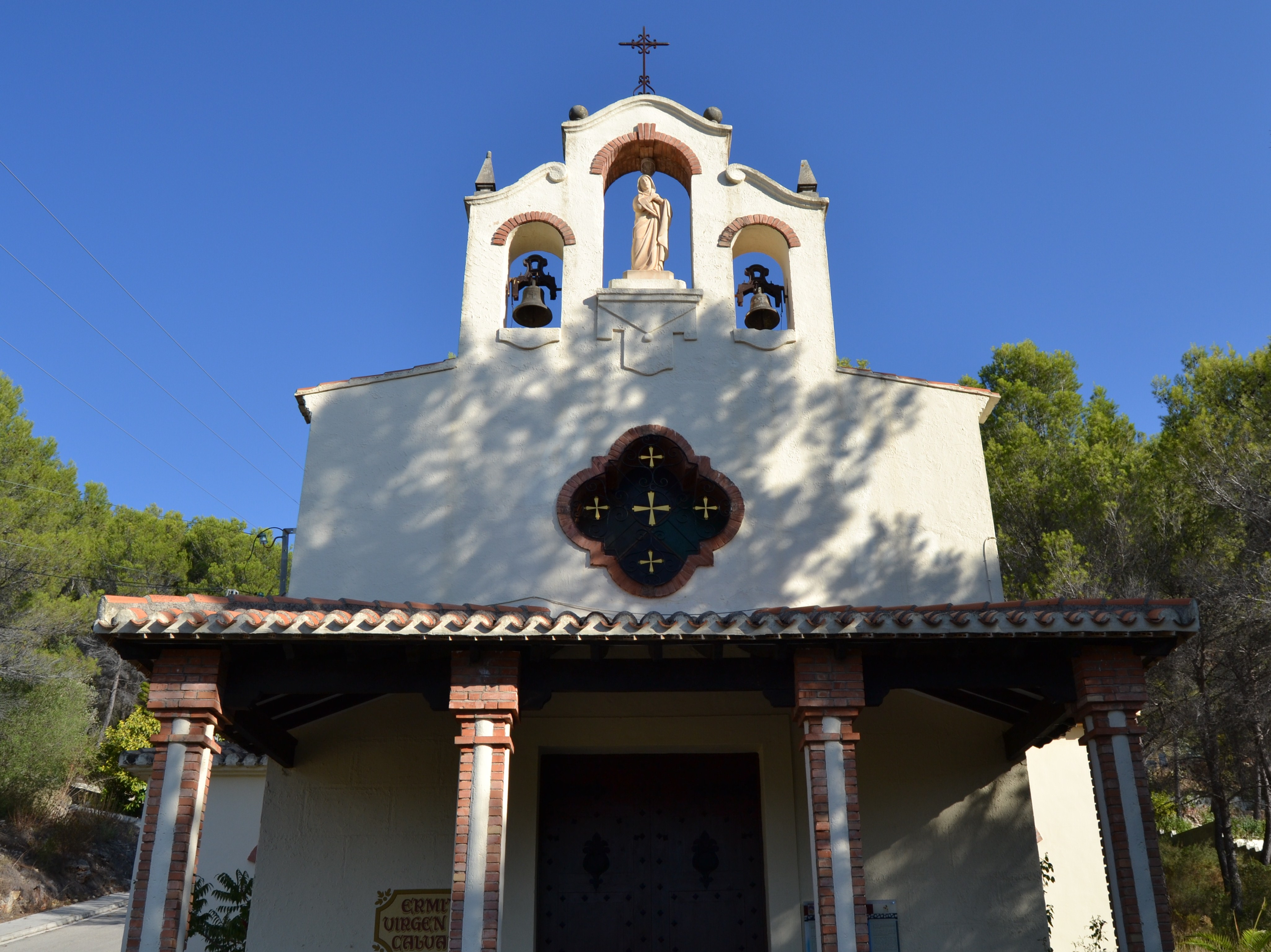
Marienkapelle
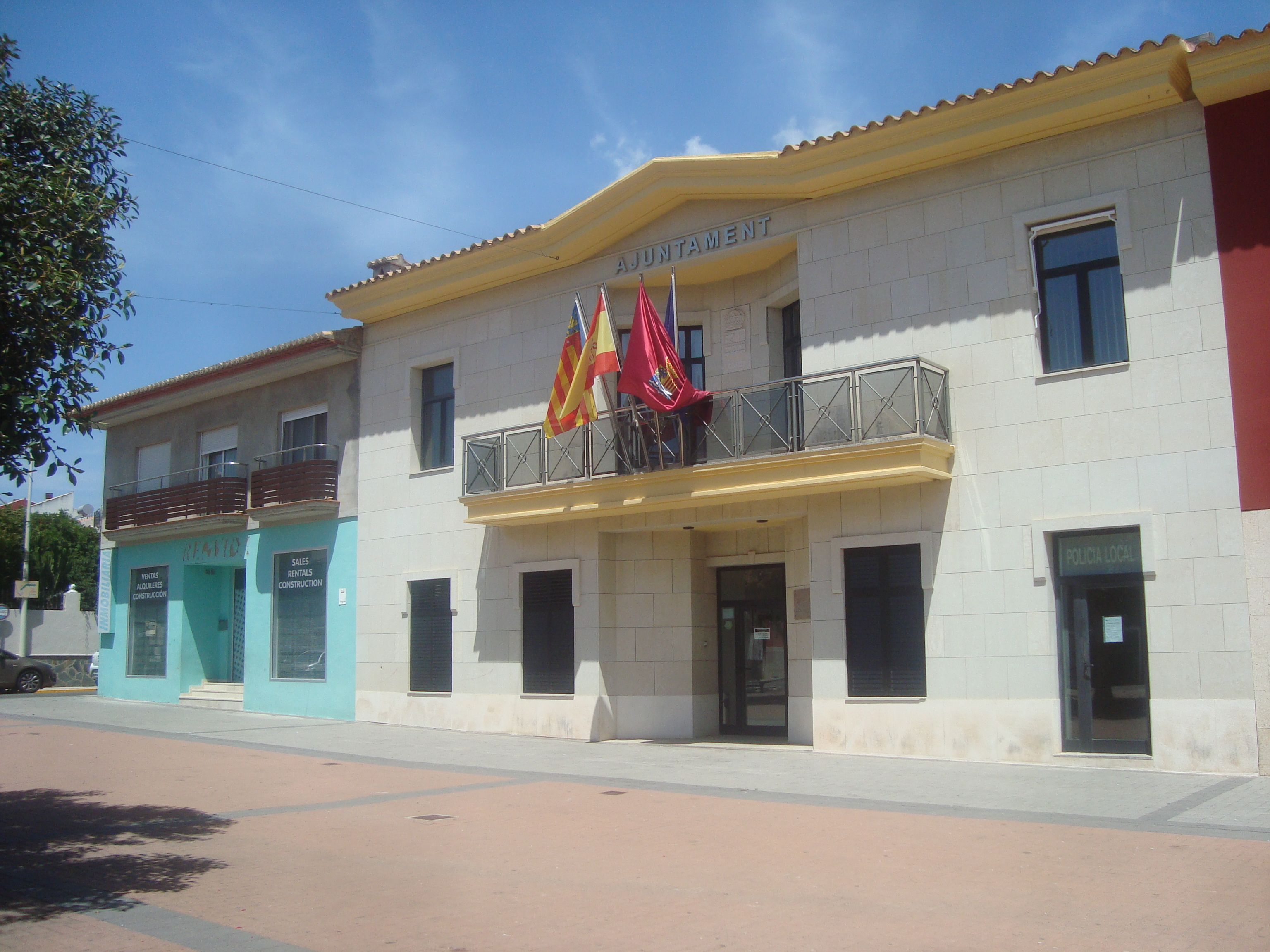
Rathaus

- Kirche Mariä Geburt
- Mittelalterlicher Turm
- Johanniskapelle
- Marienkapelle
- Rathaus